# Casa Baltasar Gorina
La Casa Baltasar Gorina, o simplement Casa Gorina, és un edifici del centre de Terrassa (Vallès Occidental), situat al carrer de la Font Vella, protegit com a bé cultural d'interès local. És veïna de la Casa Concepció Monset, també del mateix arquitecte Lluís Muncunill i construïda uns anys després.

## Descripció
És un habitatge unifamiliar entre mitgeres, de planta baixa i dos pisos. La construcció és feta amb maó vist.

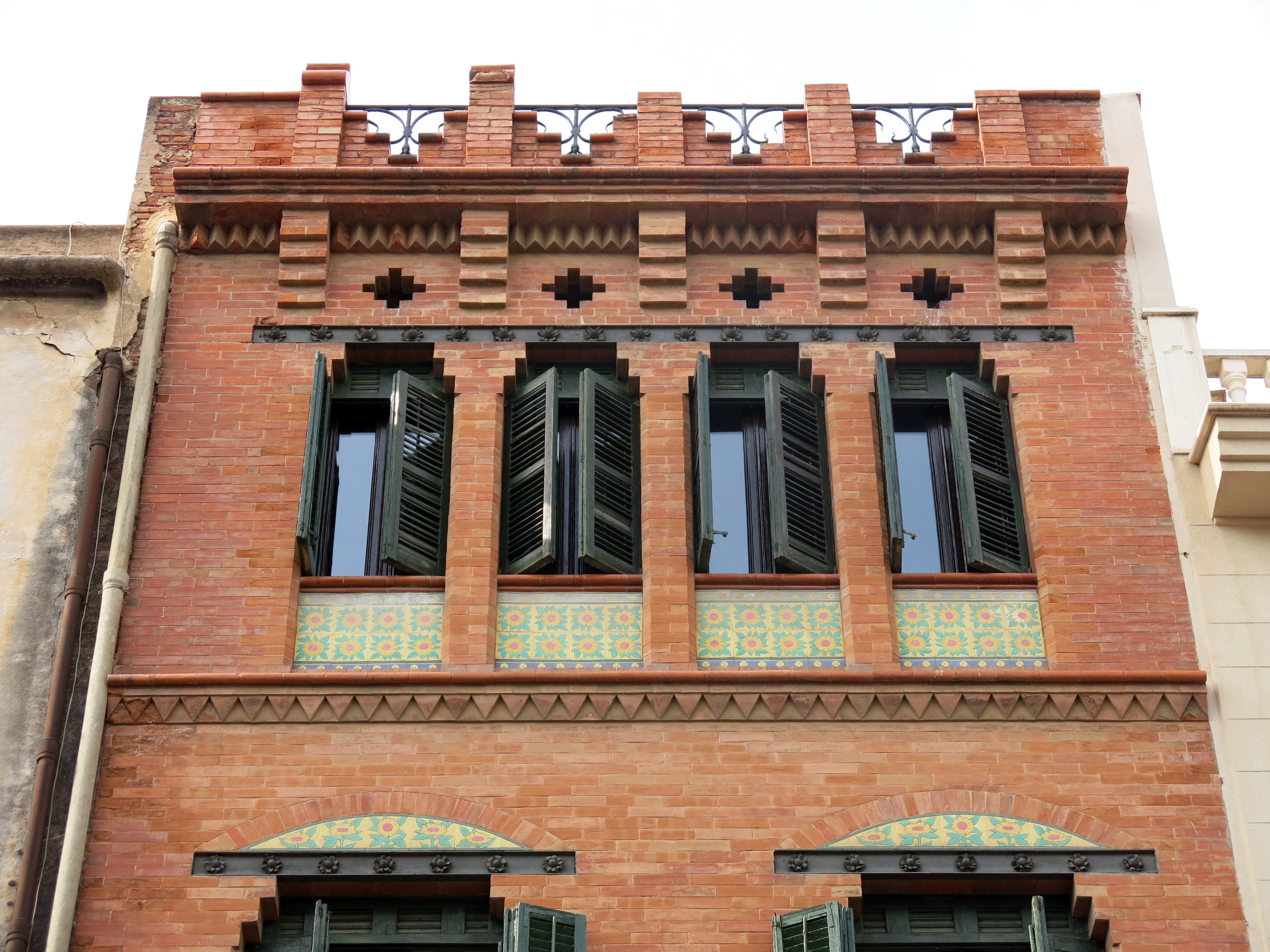
Detall del pis superior, amb el seguit de finestres amb falsos arcs i la cornisa emmerletada

A la planta baixa hi ha la porta d'accés, amb una petita finestra al damunt, i al costat esquerre hi ha una altra finestra vertical molt elevada que enllaça amb el pis següent mitjançant la imposta que marca el forjat del primer pis. En aquest s'obren dues eixides unides per una balconada de ferro i, al pis superior, una successió de quatre finestres més petites que formen falsos arcs. Especialment destacats són els treballs de forja de les baranes i el sotabalcó del pis principal.
L'acabament de l'edifici es caracteritza pel fet de presentar una cornisa sostinguda per mènsules de maó escalonat i merlets dentats.

## Història
L'edifici és una obra de 1902 de l'arquitecte modernista Lluís Muncunill, bastit com a residència familiar del constructor d'obres Baltasar Gorina. Recull una influència de l'estil de Domènech i Montaner, amb una excel·lent combinació del maó dominant la major part de la façana amb la pedra a la planta baixa, les biguetes de ferro vist i la ceràmica de colors vius i dibuixos florals. Actualment és la seu de l'empresa Alerta Prevenció, S.L.